# Lethe labyrinthea
Lethe labyrinthea är en fjärilsart som beskrevs av John Henry Leech 1890. Lethe labyrinthea ingår i släktet Lethe och familjen praktfjärilar. Inga underarter finns listade i Catalogue of Life.